# Índex d'explosivitat volcànica

Índex d'explosivitat volcànica en relació amb el material expulsat.

L'índex d'explosivitat volcànica o IEV (originalment en anglès, Volcanic Explosivity Index, VEI) va ser ideat per Chris Newhall del Servei Geològic dels EUA i Stephen Self de la Universitat de Hawaii el 1982 per proporcionar una mesura relativa de la força explosiva de les erupcions del volcans.
És una escala logarítmica, a partir de l'interval IEV-1 a IEV-2, on cada interval de l'escala representa una multiplicació per deu en els criteris d'erupció observats, i té 8 graus (amb els volcans més grans de la història atorgats a la magnitud 8), amb la qual els vulcanòlegs mesuren la magnitud d'una erupció volcànica. L'índex és el producte de la combinació de diversos factors mesurables i/o apreciables de l'activitat volcànica i observacions qualitatives (amb termes que van de "suau" a "mega-colossal") s'utilitzen per determinar el valor d'explosivitat. Per exemple, es considera el volum total dels productes expulsats pel volcà (lava, tefra, cendra volcànica), l'altura assolida pel núvol eruptiu, la durada de l'erupció, la injecció troposfèrica i estratosfèrica de productes expulsats i d'altres factors simptomàtics del nivell d'explosivitat.
Aquesta escala és oberta amb les majors magnituds històriques amb el valor 8. El valor de 0 es dona en les erupcions no explosives definides com a ejeccions de tefra menors de 10.000 m3 (menys de 104 metres cúbics de tefra expulsats) i el valor de 8 representa una erupció explosiva megacolossal que ejecciona E12 m3 de tefra (1012 metres cúbics de tefra) i que assoleixen una alçada del núvol eruptiu de més de 50 km de fum.
Cal tenir en compte que la cendra, les bombes volcàniques, i la ignimbrita són tractades per igual. La densitat les bombolles de gas dels productes volcànics en qüestió no es tenen en compte. En canvi, a vegades es calcula l'equivalent de densitat rocosa per obtenir el total real de magma expulsat. Una altra mancança del IEV és que no té en compte la magnitud de la potència de sortida d'una erupció. Això, per descomptat, és extremadament difícil de detectar en erupcions prehistòriques o no observades.

## Escala
Als valors assignats pel IEV s'hi corresponen els següents graus d'erupció d'un volcà: 
| VEI | Volum llançat   | Classificació                     | Descripció    | Columna eruptiva, (de fum) | Periodicitat  | Injecció troposfèrica | Injecció estratosfèrica | Exemples |
| --- | --------------- | --------------------------------- | ------------- | -------------------------- | ------------- | --------------------- | ----------------------- | --- |
| 0   | < 10.000 m³     | Erupció hawaiana                  | Efusiva       | < 100 m                    | constant      | negligible            | cap                     | Kīlauea, Piton de la Fournaise, Erebus                                                                      |
| 1   | > 10.000 m³     | Hawaiana / erupció estromboliana  | Suau          | 100–1000 m                 | diàriament    | menor                 | cap                     | Nyiragongo (2002), Raoul Island (2006)                                                                      |
| 2   | > 1.000.000 m³  | Stromboliana / erupció vulcaniana | Explosiva     | 1–5 km                     | setmanal      | moderada              | cap                     | Unzen (1792), Cumbre Vieja (1949), Galeras (1993), Sinabung (2010)                                          |
| 3   | > 10.000.000 m³ | Vulcaniana / peleana              | Catastròfica  | 3–15 km                    | pocs mesos    | substancial           | possible                | Nevado del Ruiz (1985), Soufrière Hills (1995), Nabro (2011)                                                |
| 4   | > 0,1 km³       | Peléana / Pliniana                | Cataclísmica  | 10–25 km                   | ≥ 1 any       | substancial           | definida                | Mayon (1814), Pelée (1902), Eyjafjallajökull (2010)                                                         |
| 5   | > 1 km³         | Pliniana                          | Paroxísmica   | 20–35 km                   | ≥ 10 anys     | substancial           | significativa           | Vesuvi (79), Fuji (1707), Mont Tarawera (1886), St. Helens (1980), Puyehue (2011)                           |
| 6   | > 10 km³        | Pliniana / Ultra-pliniana         | Colossal      | > 30 km                    | ≥ 100 anys    | substancial           | substancial             | Veniaminof (c. 1750 BC), Huaynaputina (1600), Krakatoa (1883), Pinatubo (1991)                              |
| 7   | > 100 km³       | Ultra-Pliniana                    | Mega-colossal | > 40 km                    | ≥ 1.000 anys  | substancial           | substancial             | Campània (35.000 aC) Mazama (c. 5600 BC), Thera (c. 1620 BC), Samalas (Mont Rinjani) (1257), Tambora (1815) |
| 8   | > 1.000 km³     | Supervolcànica                    | Apocalíptica  | > 50 km                    | ≥ 10.000 anys | substancial           | substancial             | Yellowstone (640.000 BC), Toba (74.000 BC), Taupo (24.500 BC)                                               |

El recompte d'erupcions històriques està actualitzat fins a 1994 d'acord amb el Global Volcanism Program de l'Institut Smithsonià.
S'han identificat un total de 47 erupcions de magnitud IEV-8 o superior, amb edats compreses de l'Ordovicià al Plistocè, 42 de les quals se sap que van ocorre els últims 36 milions d'anys. La més recent fou l'erupció Oruanui del llac Taupo, que va passar fa 26.500 anys, cosa que significa que no hi ha hagut cap erupció de VEI-8 durant l'Holocè (els darrers 10.000 anys).